# Isaak Soreau

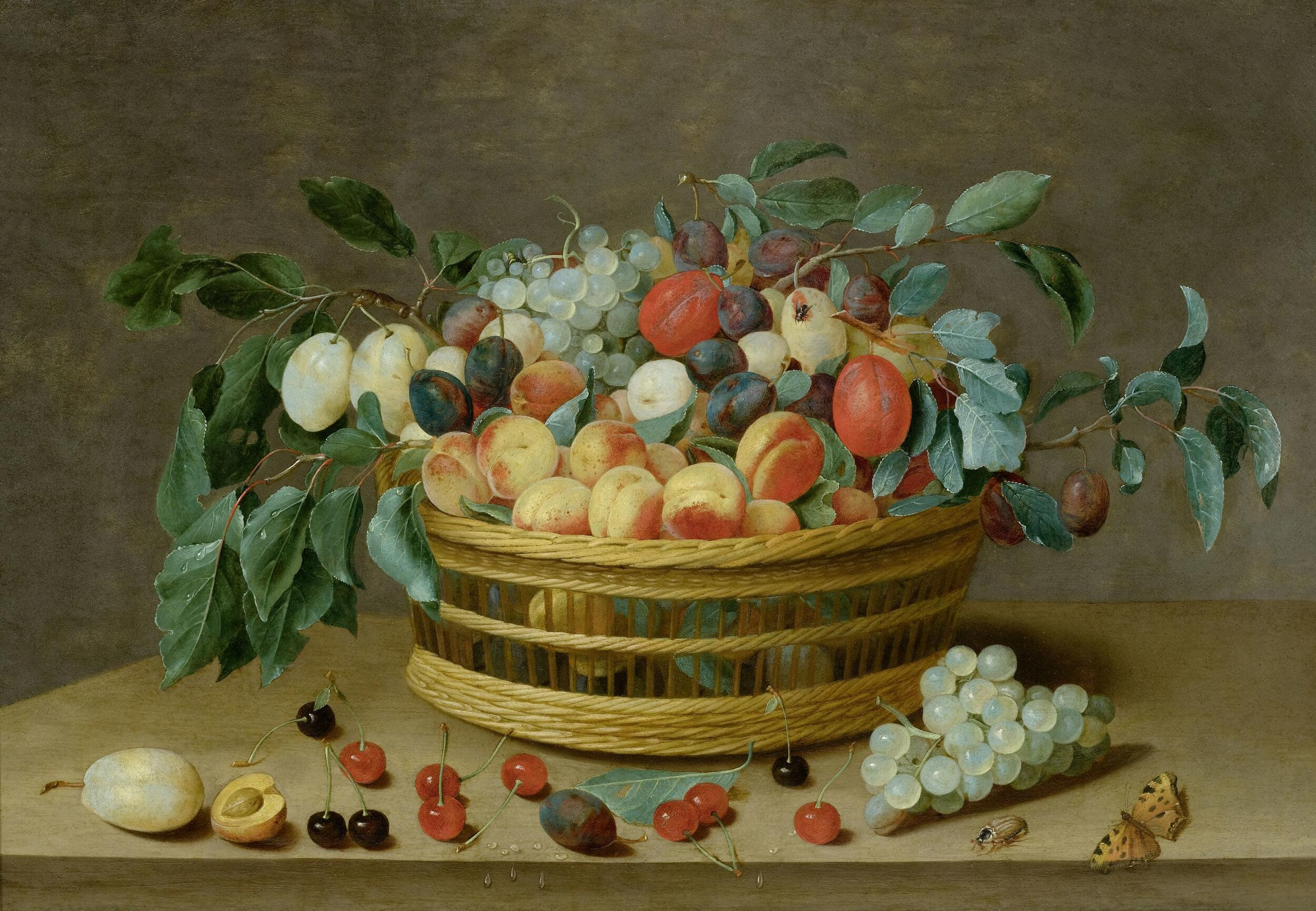
Isaak Soreau: Weidenkorb mit Früchten und Pflaumenblättern, ca. 1640

Isaak Soreau: Früchtekörbe, Früchteschale, Porzellankumme, Blumenvase und Gemüse, Öl auf Leinwand, 1645, Historisches Museum in Schloss Philippsruhe, Hanau

Isaak Soreau (getauft am 17. Oktober 1604 in Hanau; † nicht vor 1645) war ein deutscher Stilllebenmaler.
Isaak Soreau und sein Zwillingsbruder Peter waren Söhne des Stilllebenmalers Daniel Soreau und seiner Frau Johanna Flamen. Die beiden waren Schüler in der Werkstatt ihres Vaters, die nach dessen Tod von Sebastian Stoskopff fortgeführt wurde. Isaak Soreau wurde auch von Jacob van Hulsdonck inspiriert.
Im Jahre 2010 erwarb das Historische Museum Hanau das letzte gesicherte Gemälde Soreaus aus dem Jahre 1645. Es hat den Titel Früchtekörbe, Früchteschale, Porzellankumme, Blumenvase mit Nelken  und Gemüse.